# Sơn Cang
Sơn Cang (sinh ngày 28 tháng 2 năm 1948 – mất ngày 6 tháng 9 năm 2022, tên thường gọi: Hai Cang) là một Trung tướng Công an nhân dân Việt Nam và chính trị gia người Khmer ở Việt Nam. Ông từng là Phó Tổng cục trưởng Tổng cục An ninh II, Bộ Công an Việt Nam (2004-), Giám đốc Công an tỉnh Trà Vinh (9/1992), Đại biểu Quốc hội Việt Nam khóa 11. Ông được Chủ tịch nước Việt Nam phong tặng danh hiệu Anh hùng Lực lượng vũ trang nhân dân vào năm 2015.
Ông qua đời ở Trà Vinh vào ngày 6 tháng 9 năm 2022, hưởng thọ 74 tuổi.

## Xuất thân
Sơn Cang, tên thường gọi: Hai Cang, sinh ngày 28 tháng 2 năm 1948 ở trong một gia đình bần nông ở ấp Cây Xoài, xã Ngũ Lạc, huyện Duyên Hải, tỉnh Trà Vinh.

## Sự nghiệp
Ngày 3/3/1962, 14 tuổi, ông bắt đầu thoát ly tham gia cách mạng, gia nhập đội du kích bí mật của ấp.
Tháng 7/1964, ông được phân công làm giao liên của Công an huyện Cầu Ngang.
Tháng 3/1966, ông được điều động về làm Chiến sỹ cảnh vệ, bảo vệ trại giam của Ban An ninh tỉnh Trà Vinh.
Tháng 10 năm 1967, ông gia nhập Đảng Cộng sản Việt Nam.
Đến tháng 5/1971, ông được bổ nhiệm Phó Tiểu ban Bảo vệ chính trị của Ban An ninh tỉnh Trà Vinh.
Từ tháng 2/1979, ông được giao nhiệm vụ Phó trưởng phòng Bảo vệ chính trị, Công an tỉnh Cửu Long, Phó tổ trưởng tổ chuyên gia Công an thuộc Đoàn chuyên gia Việt Nam giúp chính quyền tỉnh Kom-pong-speu, Campuchia.
Tháng 11/1983, hoàn thành nhiệm vụ quốc tế, ông về nước, được điều động làm Trưởng Công an huyện Trà Cú.
Năm 1986, ông là Tỉnh ủy viên dự khuyết và Tỉnh ủy phân công về làm Bí thư chi bộ xã Phước Hưng, huyện Trà Cú.
Tháng 3/1988, với cấp bậc hàm Trung tá, ông được bổ nhiệm làm Phó Giám đốc Công an tỉnh Cửu Long.
Tháng 9/1992, sau khi Trà Vinh tái lập, ông được bổ nhiệm Giám đốc Công an tỉnh Trà Vinh.
Năm 2003, ông được phong cấp hàm Thiếu tướng Công an nhân dân Việt Nam. Đến thời điểm này, ông là người con Khmer duy nhất của lực lượng vũ trang Việt Nam mang quân hàm cấp tướng.
Từ tháng 11/2002 đến tháng 8/2005, ông là Đại biểu Quốc hội Việt Nam khóa 11.
Năm 2007, ông được thăng quân hàm từ Thiếu tướng lên Trung tướng Công an nhân dân Việt Nam cùng 11 người khác là Trần Đại Quang, Trương Hòa Bình, Đặng Văn Hiếu, Trịnh Lương Hy, Hoàng Đức Chính, Nguyễn Xuân Xinh, Lê Văn Thành, Phạm Văn Đức, Phạm Nam Tào, Vũ Hải Triều, Nguyễn Văn Thắng.

## Phong tặng
- Danh hiệu Anh hùng Lực lượng vũ trang nhân dân (2015)